# Campioni italiani assoluti di atletica leggera - Staffetta 4×200 metri maschile
Questa pagina raccoglie un elenco di tutti i campioni italiani dell'atletica leggera nella staffetta 4×200 metri, specialità che entrò nel programma dei campionati a periodi alterni, 1930/'32, 1970/'76, 1985, 1989.
Dal 2015 si svolge il "Challenge nazionale assoluto di staffette", manifestazione agonistica dedicata alla specialità delle staffette: sia quelle "olimpiche" (4×100 e 4×400 metri), sia quelle "fuori programma" (4×200, 4×800, 4×1500 metri).

## Albo d'oro

### Campionati italiani assoluti
| 1930        | AS Ambrosiana Giuseppe Castelli Giovanni Fusarpoli Antonio Maineri Ruggero Maregatti                  | 1'31"1/5(m)            |                        |                        |                        |                        |                        |                        |
| 1931        | AS Ambrosiana Giordano Cumar Luigi Facelli Ruggero Maregatti Giovanni Fusarpoli                       | 1'30"1/5(m)            |                        |                        |                        |                        |                        |                        |
| 1932        | Virtus Atletica Bologna Giulio Cesare Giovenzana Aldo Grandi Piero Grigioni Gabriele Salviati         | 1'32"2/5(m)            |                        |                        |                        |                        |                        |                        |
| 1933 / 1969 | Edizioni non disputate                                                                                |                        |                        |                        |                        |                        |                        |                        |
| 1970        | FIAT Torino Augusto Montonati Giacomo Puosi Giorgio Rietti Piero Centaro                              | 1'24"9(m)              |                        |                        |                        |                        |                        |                        |
| 1971        | Lilion SNIA Varedo Gaetano Calvo Bruno Bianchi Ennio Preatoni Sergio Bello                            | 1'23"6(m)              |                        |                        |                        |                        |                        |                        |
| 1972        | Lilion SNIA Varedo Ennio Preatoni Gaetano Calvo Flavio Borghi Sergio Bello                            | 1'26"8(m)              |                        |                        |                        |                        |                        |                        |
| 1973        | Centro Sportivo Aeronautica Militare Alfredo Maccacaro Giuseppe Andreotti Flavio Borghi Pietro Mennea | 1'25"0(m)              |                        |                        |                        |                        |                        |                        |
| 1974        | Alco Atletica Rieti Luigi D'Onofrio Norberto Oliosi Pasqualino Abeti Pietro Mennea                    | 1'23"7(m)              |                        |                        |                        |                        |                        |                        |
| 1975        | Lilion SNIA Varedo Augusto Toscani Mario Brambilla Maurizio Sala Flavio Borghi                        | 1'24"9(m)              |                        |                        |                        |                        |                        |                        |
| 1976        | Lilion SNIA Varedo Alessandro Marelli Mario Brambilla Flavio Borghi Maurizio Sala                     | 1'25"43                |                        |                        |                        |                        |                        |                        |
| 1977        | Edizioni non disputate                                                                                | Edizioni non disputate | Edizioni non disputate | Edizioni non disputate | Edizioni non disputate | Edizioni non disputate | Edizioni non disputate | Edizioni non disputate |
| 1978        | Edizioni non disputate                                                                                | Edizioni non disputate | Edizioni non disputate | Edizioni non disputate | Edizioni non disputate | Edizioni non disputate | Edizioni non disputate | Edizioni non disputate |
| 1979        | Edizioni non disputate                                                                                | Edizioni non disputate | Edizioni non disputate | Edizioni non disputate | Edizioni non disputate | Edizioni non disputate | Edizioni non disputate | Edizioni non disputate |
| 1980        | Edizioni non disputate                                                                                | Edizioni non disputate | Edizioni non disputate | Edizioni non disputate | Edizioni non disputate | Edizioni non disputate | Edizioni non disputate | Edizioni non disputate |
| 1981        | Edizioni non disputate                                                                                | Edizioni non disputate | Edizioni non disputate | Edizioni non disputate | Edizioni non disputate | Edizioni non disputate | Edizioni non disputate | Edizioni non disputate |
| 1982        | Edizioni non disputate                                                                                | Edizioni non disputate | Edizioni non disputate | Edizioni non disputate | Edizioni non disputate | Edizioni non disputate | Edizioni non disputate | Edizioni non disputate |
| 1983        | Edizioni non disputate                                                                                | Edizioni non disputate | Edizioni non disputate | Edizioni non disputate | Edizioni non disputate | Edizioni non disputate | Edizioni non disputate | Edizioni non disputate |
| 1984        | Edizioni non disputate                                                                                | Edizioni non disputate | Edizioni non disputate | Edizioni non disputate | Edizioni non disputate | Edizioni non disputate | Edizioni non disputate | Edizioni non disputate |
| 1985        | Pro Patria Freedent Milano Domenico Gorla Stefano Malinverni Carlo Simionato Gian Luigi Mancini       | 1'23"0(m)              |                        |                        |                        |                        |                        |                        |
| 1986        | Edizioni non disputate                                                                                | Edizioni non disputate | Edizioni non disputate |                        |                        |                        |                        |                        |
| 1987        | Edizioni non disputate                                                                                | Edizioni non disputate | Edizioni non disputate |                        |                        |                        |                        |                        |
| 1988        | Edizioni non disputate                                                                                | Edizioni non disputate | Edizioni non disputate |                        |                        |                        |                        |                        |
| 1989        | Pro Patria Osama Milano Carlo Simionato Sandro Floris Pierfrancesco Pavoni Roberto Ribaud             | 1'22"72                |                        |                        |                        |                        |                        |                        |

### Challenge assoluto di staffette
| Anno | Società (atleti)                                                                       | Prestazione |
| ---- | -------------------------------------------------------------------------------------- | ----------- |
| 2015 | ?                                                                                      | ?           |
| 2016 | ?                                                                                      | ?           |
| 2017 | Athletic Club 96 Alperia Kevin Giacomelli Alessandro Monte Isalbet Juarez Brayan Lopez | 1'27"59     |